# Киркук (мухафаза)
Киркук (араб. كركوك‎, курд. Kerkûk, азерб. Kərkük) — мухафаза на севере Ирака. С 1976 до середины 2006 именовалась Таамим. Имеет большие запасы нефти и природного газа.
Территория 10 282 км² с населением на 2011 год 1 395 600 человек. Административный центр — город Киркук.
Очень этнически разнообразная область, большая часть населения в Киркуке является курдами, но имеется меньшинство из туркоманов и арабов.
6 июня 2017 года Совет министров Республики Ирак направил в парламент страны запрос на утверждение смены названия провинции с Таамим на Киркук.
25 сентября 2017 года в городах и сёлах мухафазы был проведён референдум о вхождении в Иракский Курдистан и независимости последнего.

## Округа
| Округ   | Население, чел. (2003) |
| ------- | ---------------------- |
| Хавиджа | 151 267                |
| Дакук   | 40 237                 |
| Киркук  | 622 249                |
| Махмур  | 34 254                 |